# Gartower See
Der Gartower See ist ein Stillgewässer in der Gemeinde Gartow im Landkreis Lüchow-Dannenberg in Niedersachsen. Der in seinem Hauptteil etwa 1,7 km lange und maximal 600 m breite See liegt nördlich des Kernortes von Gartow und zwischen der nordöstlich verlaufenden Landesstraße L 258 und der L 256. Die B 493 überquert den See in seinem südöstlichen Abschnitt. Der Abfluss am nordwestlichen Ende des Sees erfolgt über die Seege, einen linken Nebenfluss der Elbe. Eine fußläufige Umrundung der Seefläche hat eine Strecke von ca. 4,7 km.
Der See wurde zwischen 1975 und 1982 in der heutigen Form künstlich angelegt (Ausbaggerung sowie Aufstau der Seege) und dient vor allem der Naherholung. Am Seege-Abfluss in Richtung Restorf besteht eine Staustufe zur Regulierung des Wasserspiegels. Obwohl der See über drei Kilometer abseits der Elbe liegt, kommt es während der wiederkehrenden Elbehochwässer in der Seegeniederung zu weiträumigen Überstauungen, die auch die Fläche des Gartower Sees erfassen können. Ein besonderes Beispiel war das Elbhochwasser 2013, als die Deichkrone an der L 256 von Gartow in Richtung Gorleben gesichert werden musste.
Der Gartower See gilt als polymiktischer Flachsee und hocheutroph. Aufgrund des Durchflusses der Seege ist der theoretische Wasseraustausch des Gesamtvolumens mit <30 Tagen sehr kurz.
Der See liegt im Biosphärenreservat Niedersächsische Elbtalaue. Zur strengen Naturschutzzone „Gebietsteil C“ gehören der Nordwestbereich mitsamt dem Seege-Abfluss sowie die vorgelagerte Seege-Aufweitung oberhalb der Straßenbrücke („Kleiner Gartower See“).  Das mittlere Nordufer mit Röhrichten gehört zum „Gebietsteil B“, die übrigen Ufer und der größte Teil der Wasserfläche sind als „Gebietsteil A“ der Freizeitnutzung zugänglich. 

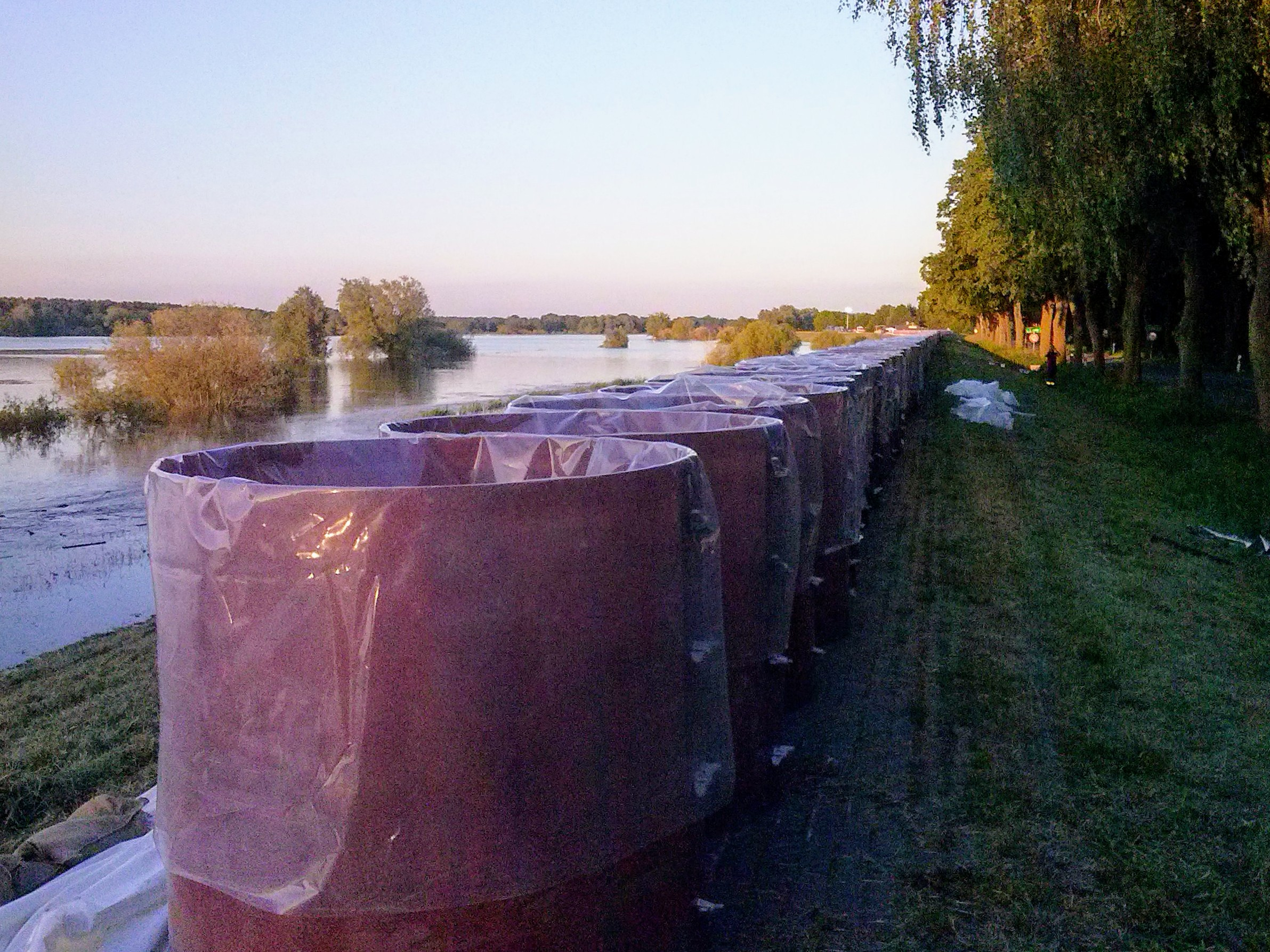
Deichsicherungsmaßnahmen an der Südseite des Gartower Sees beim „Jahrhunderthochwasser“ im Sommer 2013

Siehe auch: Liste von Seen in Niedersachsen